# اغتيال قاسم سليماني
في 3 كانون الثاني 2020، وفي ظل تصاعد التوترات بين الولايات المتحدة و‍إيران، شنت الولايات المتحدة غارة بطائرة مسيرة بدون طيار على قافلة كانت تسير بالقرب من مطار بغداد الدولي وأُطلق على هذه العملية اسم عملية البرق الأزرق، وأسفرت عن مقتل اللواء في الحرس الثوري وقائد فيلق القدس قاسم سليماني، كما قتل تسعة أشخاص آخرين وكان من بينهم نائب قائد قوات الحشد الشعبي العراقي أبو مهدي المهندس.
وقع الهجوم خلال أزمة الخليج العربي 2019–20، التي بدأت بعد انسحاب الولايات المتحدة من الاتفاقية النووية مع إيران عام 2015، وأعادت فرض العقوبات، واتهمت العناصر الإيرانية بإثارة حملة لمضايقة القوات الأمريكية في المنطقة. وفي 27 كانون الأول 2019، تعرضت القاعدة الجوية كيه-1 في العراق، التي تستضيف أفرادا عراقيين وأمريكيين، لهجوم أدى إلى مقتل مقاول أمريكي. وردت الولايات المتحدة بشن ضربات جوية في مختلف أنحاء العراق وسوريا، مما أسفر عن مقتل 25 من ميليشيا كتائب حزب الله المدعومة من إيران. وبعد ذلك بأيام، رد عناصر من الميليشيات الشيعية ومؤيدوهم بمهاجمة السفارة الأمريكية في المنطقة الخضراء.
وقد أدى مقتل قاسم سليماني إلى تصعيد حدة التوتر بين الولايات المتحدة وإيران وإثارة المخاوف من نشوب صراع. وتعهد القادة الإيرانيون بالانتقام من الولايات المتحدة بينما قال المسؤولون الأمريكيون انهم سيهاجمون بشكل وقائي اى مجموعات شبه عسكرية تدعمها إيران في العراق التي يعتبرونها تهديدا.
وحث ممثلون من كندا والصين ومصر وفرنسا وألمانيا والهند وماليزيا وباكستان وروسيا والمملكة المتحدة والمملكة العربية السعودية على ضبط النفس والدبلوماسية.

## خلفية
وقد تدخلت الولايات المتحدة في العراق في عام 2014 كجزء من عملية العزم الصلب، وهي البعثة التي تقودها الولايات المتحدة الأمريكية للحط من تنظيم الدولة الإسلامية الإرهابي ومكافحته، كما أنها تقوم بالتدريب والعمل جنبا إلى جنب مع القوات العراقية كجزء من التحالف ضد داعش. لقد تعرض تنظيم داعش للضرب من العراق في عام 2017 خلال الحرب الأهلية العراقية، بمساعدة الميليشيات الشيعية المدعومة من إيران في المقام الأول — قوات الحشد الشعبي، والتي أبلغت رئيس الوزراء العراقي منذ عام 2016 — و‍القوات المسلحة العراقية المدعومة من الولايات المتحدة.
وتصاعدت حدة التوتر بين إيران والولايات المتحدة في عام 2018 بعد انسحاب الرئيس الأمريكي دونالد ترامب من جانب واحد من الاتفاق النووي لعام 2015، وأعاد فرض العقوبات على إيران، الأمر الذي أثر بشدة على الاقتصاد الإيراني، وكان جزءا من إستراتيجية الولايات المتحدة لفرض «أقصى ضغط» على إيران.

### تهديدات سابقة ضد قاسم سليماني
كان الرئيسان السابقان جورج دبليو بوش و‍باراك أوباما يدرسان ويرفضان إستهداف قاسم سليماني، خشية أن تتصاعد الحرب الشاملة. وقال مارك بوليميروبولوس الضابط المتقاعد بوكالة المخابرات المركزية الأمريكية لصحيفة نيويورك تايمز ان سليماني على عكس اعداء الولايات المتحدة الآخرين يشعرون بالراحة في العمل المفتوح وليس من الصعب العثور عليهم. وكثيرا ما كان يلتقط صورا له ويتهكم علنا بقوات الولايات المتحدة.
وفي سبتمبر 2015، سأل المذيع الإذاعي هيو هيويت دونالد ترامب عن سليماني. بعد الخلط بينه وبين زعيم كردي في البداية، زعم ترامب أن قادة مثل سليماني سيموتون تحت إدارته.
وورد في عام 2015 أن إسرائيل كانت «على وشك» اغتيال سليماني على الأراضي السورية، إلا أن الولايات المتحدة، خلال مفاوضات إدارة أوباما لخطة العمل الشاملة المشتركة، أحبطت العملية بكشفها للمسؤولين الإيرانيين.
وفي 25 أغسطس 2019، قال وزير الخارجية الإسرائيلي، إسرائيل كاتس، إن إسرائيل تعمل على ضرب رأس الأفعى الإيرانية واقتلاع أنيابها... إيران رأس الأفعى وقاسم سليماني قائد قوة القدس الحرس الثوري هو أنياب الأفعى." وفي أكتوبر 2019، قال حسين طائب، رئيس منظمة الاستخبارات بالحرس الثوري الإسلامي، في تصريح صحافي إن الوكالة اعتقلت عددا غير محدد من الأشخاص، ويقال إن وكالات إسرائيلية وعربية كانت تخطط لاغتيال سليماني. وقال إنهم خططوا "لشراء ممتلكات مجاورة لقبر والد سليمان وتجهيزه بالمتفجرات لقتل القائد". وأضاف أن طريقة الاغتيال كانت لتظهر كجزء من صراع داخلي على السلطة الإيرانية "لاشعال حرب دينية داخل إيران". وردا على ذلك، قال يوسي كوهين، رئيس جهاز الاستخبارات الخارجية الإسرائيلية "الموساد" في أكتوبر 2019 إن "سليماني يعرف أن اغتياله ليس مستحيلا".

## الهجوم

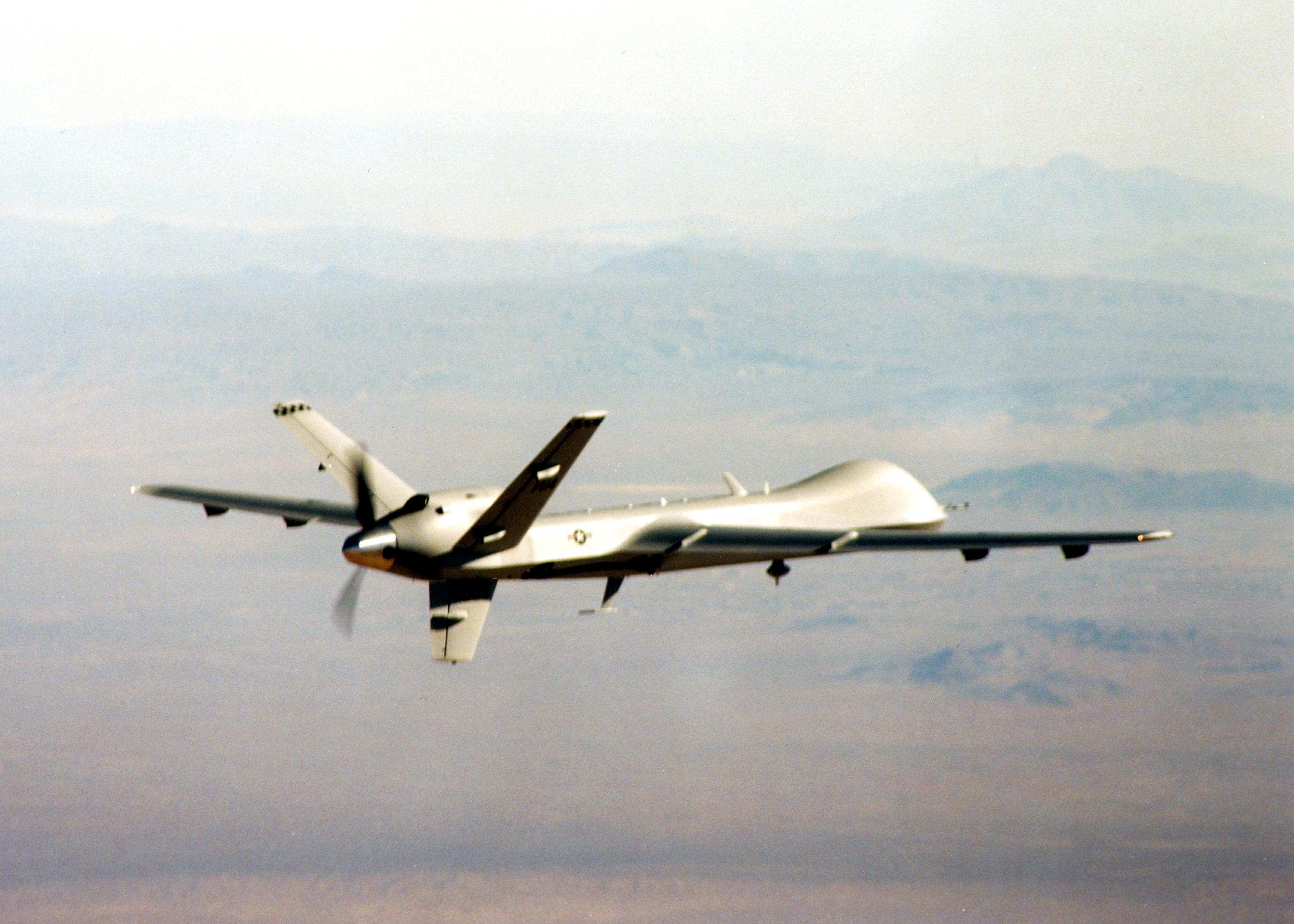
صورة لإحدى طائرات MQ-9 Reaper العسكرية أثناء طيرانها، وهي من نفس نوع الطائرة التي هاجمت القافلة

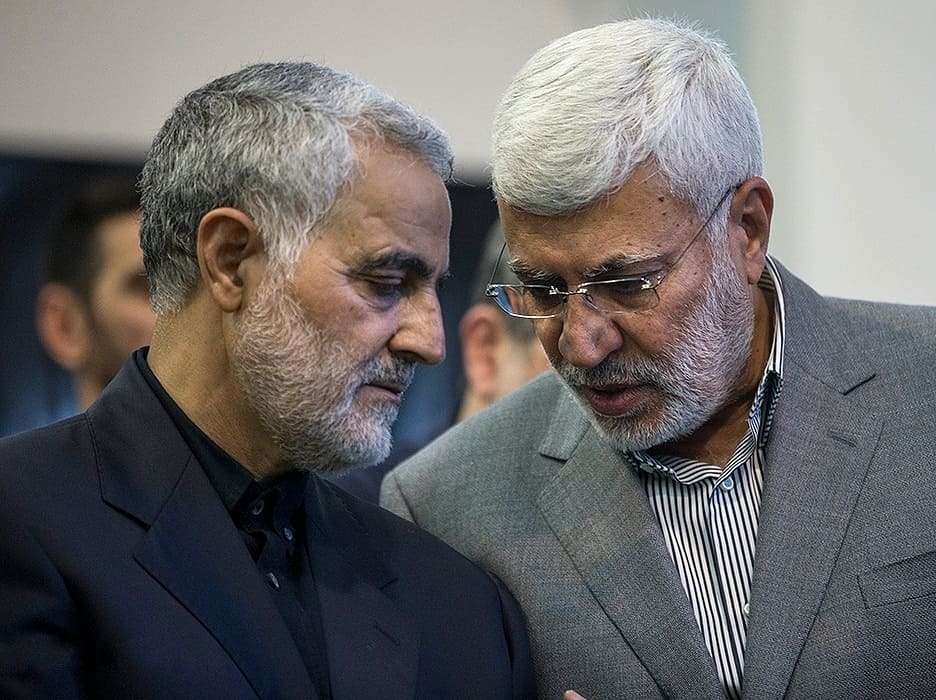
كان من بين القتلى قاسم سليماني (يسار) وأبو مهدي المهندس (يمين).

بينما كانت الحركة توحي بترقّب وصول ضيف مهم لمطار بغداد الدولي في وقت متأخر من الليل، كانت هناك جهة ثانية تتهيأ لاستقبالهِ، فبعد نزول قاسم سليماني من الطائرة الآتية من سوريا قتل في الغارة أثناء تنقله في موكب قرب منطقة الشحن من مطار بغداد الدولي مع أبو مهدي المهندس ومجموعة من قيادات الحشد الشعبي. وورد أن عدة صواريخ أصابت القافلة، وقتل فيها عشرة أشخاص إضافة إلى سليماني والمهندس.
وأصدرت وزارة الدفاع الأمريكية بيانا خاصا قالت فيه أن الضربة الأمريكية نفذت «بتوجيه من الرئيس» وأكدت ان سليماني كان يخطط لشن المزيد من الهجمات على الدبلوماسيين والعسكريين الامريكيين ووافق على الهجمات على السفارة الأمريكية في بغداد وكان الغرض منها ردع أي هجمات في المستقبل.
إن الصاروخين اللذين استهدفا القافلة، كانا في طائرتين طراز MQ-9A Reaper من دون طيار، انطلقتا من قاعدة «العديد» البعيدة في قطر 1100 كيلومتر عن المكان الذي مزق أحد الصواريخ سيارة قاسم سليماني وتعرف على جثتهِ بواسطة خاتم كان يرتديه على إصبعه. ولا تزال نتائج الحمض النووي المتعلق بتحديد هوية الضحايا معلقة، بيد أن مسؤولا كبيرا بالبنتاغون ذكر ان هناك «احتمالا كبيرا» في أن سليماني قد تم تحديد هويته.

### أسماء المقتولين
قتل في القصف الجوي عشرة أشخاص، وهم كالآتي:
1. إيران: الفريق قاسم سليماني، قائد فيلق القدس الإيراني
2. العراق: أبو مهدي المهندس، نائب رئيس هيئة الحشد الشعبي
3. إيران: العميد حسين جعفري نيا
4. العراق: محمد رضا الجابري، مدير تشريفات الحشد الشعبي بالمطار
5. إيران: العقيد شهرود مظفري نيا
6. العراق: حسن عبد الهادي، قيادي في الحشد الشعبي
7. إيران: الرائد هادي طارمي
8. العراق: محمد الشيباني، قيادي في الحشد الشعبي
9. إيران: النقيب وحيد زمانيان
10. العراق: حيدر علي، مسؤول ومدير الآليات في الحشد الشعبي[31]

## التأثير
إن وفاة سليماني من شأنها أن تزيد من التوترات بين الولايات المتحدة وإيران؛ وقال متحدث باسم الحكومة الإيرانية أن الجهاز الأمني الأعلى في البلاد سيعقد اجتماعا استثنائيا قريبا لبحث «العمل الإجرامي للهجوم». أعلن المرشد الأعلى الإيراني علي خامنئي الحداد لمدة ثلاثة أيام.
وأمر قيس الخزعلي (وهو قائد فصيل عراقي مدعوم من إيران) مقاتليهِ صباح يوم الجمعة بالتأهب لما وصفها بالمعركة القادمة.

### إخراج القوات الأمريكية من العراق
في يوم الأحد 5 يناير، خلال جلسة طارئة في مجلس النواب العراقي، وقع 170 نائبا عراقيا مشروع قانون يقضي بإلزام الحكومة بإخراج القوات الأمريكية من العراق. ولكي يتم تبني مشروع قرار في مجلس النواب العراقي فإنه يحتاج إلى الحصول على موافقة 150 صوتا. وجاء في مشروع القرار: «تلتزم الحكومة بإلغاء طلبها للحصول على مساعدة من التحالف الدولي الذي يقاتل الدولة الإسلامية بسبب انتهاء العمليات العسكرية في العراق وتحقيق النصر» و«يتعين التزام الحكومة العراقية بإنهاء تواجد أي قوات اجنبية في الأراضي العراقية ومنعها من استخدام الأراضي والمياه والأجواء العراقية لأي سبب». فتمت الموافقة على القرار في البرلمان العراقي. رداً على التصويت، هدد ترامب العراق بفرض عقوبات إذا تحرك لطرد القوات الأمريكية، مضيفا أنه إذا غادرت قواته فسيتعين على بغداد أن تدفع لواشنطن تكلفة قاعدة جوية هناك.
في 6 يناير 2020، أكد العميد في قوات مشاة البحرية الأمريكية، ويليام سيلي، في خطاب وجهه إلى نائب قائد العمليات المشتركة الفريق أول الركن عبد الامير يار الله، إنه «احتراما لسيادة العراق، وحسب ما طلب من قبل البرلمان العراقي ورئيس الوزراء، ستقوم قيادة قوة المهام المشتركة – عملية العزم الصلب، بإعادة تمركز القوات خلال الأيام والأسابيع القادمة». لكن بعد فترة قصيرة، قال رئيس هيئة الأركان الأمريكية المشتركة، مارك ميلي:«إن الرسالة التي تم تداولها عبارة عن مسودّة، وكانت خطأ وغير موقع عليها؛ كان ينبغي عدم نشرها.. مصاغة بأسلوب سيء وتوحي بالانسحاب، وهذا ليس ما يحصل».

### القصف الإيراني للقواعد الأمريكية
في 8 يناير 2020، أطلقت القوات الإيرانية عشرات الصواريخ الباليستية على قاعدتين أمريكيتين في العراق وهما قاعدة عين الأسد الجوية وقاعدة أخرى في أربيل، تستضيفان عسكريين وأميركيين. وأعلن فيلق الحرس الثوري الإسلامي أن الضربات كانت جزءًا من الانتقام لمقتل قائد فيلق القدس، قاسم سليماني.
نفت الإدارة الأمريكية سقوط ضحايا في الجيش الأمريكي، وأظهرت الصور التي التقطتها الأقمار الصناعية أضرارًا جسيمة لقاعدة عين الأسد. حيث تهدمت خمسة مبان على الأقل وتعرضت لأضرار في الهجوم الذي بدا دقيقًا بما يكفي لضرب المباني الفردية، وقال الرئيس الأميركي دونالد ترامب إنه ينبغي على الأميركيين أن يشعروا بالسعادة لعدم سقوط أي خسائر في الضربات الإيرانية على قاعدتين عسكريتين في العراق، متوعدا طهران بفرض عقوبات اقتصادية جديدة.

## ردود الفعل

### الأمم المتحدة
أعرب الأمين العام للأمم المتحدة أنطونيو غوتيريش عن قلقه إزاء التصعيد ودعا القادة إلى «ممارسة أقصى درجات ضبط النفس». ذكرت أنييس كالامار، المقررة الخاصة المعنية بحالات الإعدام خارج القضاء، ان استهداف القاسم السليماني وأبو مهدي المهندس عمل غير قانوني وينتهك القانون الدولي لحقوق الإنسان.

### إيران
أعلن المرشد الأعلى الإيراني علي خامنئي الحداد ثلاثة أيام، مهددا الولايات المتحدة بأن انتقام إيران سيكون «ساحقا». وأكد الرئيس الإيراني حسن روحاني أيضًا أن «إيران والدول الحرة في المنطقة ستنتقم».
وقال الأمين العام لمجمع تشخيص مصلحة النظام في إيران، محسن رضائي أن «قاسم سليماني إلتحق بإخوته الشهداء لكننا سننتقم من أمريكا انتقاما شديدا».
نشر وزير الخارجية محمد جواد ظريف على تويتر أن الهجوم كان «تصعيداً خطيراً للغاية ويتسم بالحماقة» وأصدر بيانًا يقول فيه إن «وحشية وغباء القوات الإرهابية الأمريكية في اغتيال القائد سليماني ستجعل شجرة المقاومة في المنطقة والعالم أكثر ازدهاراً دون أدنى شك».

### الولايات المتحدة
قالت وزارة الدفاع الأميركية (البنتاغون) إن الجيش قتل سليماني بناء على توجيهات الرئيس دونالد ترامب، «كإجراء دفاعي حاسم لحماية الموظفين الأميركيين بالخارج».
وتباينت ردود أفعال السياسيين بين الجمهوريين الذين أعلنوا التأييد والديمقراطيين الذين عارضوا الهجوم. حذر نائب الرئيس السابق جو بايدن من المزيد من التصعيد وقال إن ترامب "ألقى فقط عصا من الديناميت في صندوق صغير". قال السناتور بيرني ساندرز إن "تصعيد ترامب الخطير يجعلنا أقرب إلى حرب كارثية أخرى في الشرق الأوسط، وقد تكلف أرواحا لا حصر لها، وتريليونات من الدولارات". وقدم ساندرز وعضو مجلس النواب الديمقراطي رو خانا، مشروع قانون للكونغرس يحظر تمويل البنتاغون لأي أعمال أحادية الجانب يتخذها ترامب، لشن الحرب ضد إيران دون إذن من الكونغرس".
حثت السفارة الأمريكية لدى بغداد، رعاياها على مغادرة العراق على الفور «عبر شركات الطيران إذا كان ذلك ممكنًا، أو إلى بلدان أخرى عن طريق البر».

### العراق
أدان رئيس الوزراء العراقي عادل عبد المهدي الهجوم، واصفا إياه بأنه عملية اغتيال سياسية. وقال إن الهجمات الأمريكية كانت عملا عدوانيا وانتهاك صارخ لسيادة وأمن واستقرار العراق، والتي من شأنها أن تؤدي إلى الحرب في البلاد. وأضاف أن الضربة خرق فاضح لشروط تواجد القوات الأمريكية في العراق يستلزم قرارات تشريعية بما يحفظ كرامة العراق وامنه وسيادته. تعهد رئيس مجلس النواب العراقي محمد الحلبوسي بـ «وضع حد لإنهاء الوجود الأمريكي في العراق». ووصف مكتب المرجع الديني الأعلى للشيعة علي السيستاني الحادثة ب «الاعتداء الغاشم» و«خرق سافر للسيادة العراقية وانتهاك للمواثيق الدولية، وقد أدّى إلى استشهاد عدد من ابطال معارك الانتصار على الارهابيين الدواعش»، وقد أرسل علي السيستاني نفسهُ برقية تعزية ألى علي خامنئي بسبب هذه الحادثة.

### بريطانيا
دعا وزير الخارجية البريطاني، دومينيك راب، يوم الجمعة "كل الأطراف إلى خفض التصعيد" بعد مقتل الجنرال الإيراني قاسم سليماني في غارة أميركية في بغداد".

### الجهات غير الحكومية
- الحوثيون يدعون لرد «سريع ومباشر» ضد القواعد الأميركية بعد مقتل سليماني[61]
- وعد الأمين العام لحزب الله اللبناني، حسن نصر الله، بمعاقبة «القتلة المجرمين» المسؤولين عن مقتل الجنرال قاسم سليماني، الذي قتل في غارة جوية أميركية على بغداد فجر اليوم، بحسب ما أوردته وكالة فرانس برس.[61]

## انظر ايضا
- تفجيرات كرمان 2024
- الهجوم الإيراني على القوات الأمريكية في العراق 2020